# 6. Szaturnusz-gála
A 6. Szaturnusz-gála az 1978-as év legjobb filmes és televíziós sci-fi, horror és fantasy alakításait értékelte. A díjátadót 1979. február 24-én tartották Kaliforniában.

## Győztesek és jelöltek

### Film
| Legjobb sci-fi film | Legjobb fantasyfilm |
| --- | --- |
| - Superman - A brazíliai fiúk - Földi űrutazás - Macska az űrből - Testrablók támadása | - Ép testben épp, hogy élek - A Gyűrűk Ura - The Marvelous Visit - Gesztenye, a honalapító - A Wiz |
| Legjobb horrorfilm | |
| - A vesszőből font ember - Halloween – A rémület éjszakája - Holtak hajnala - A mágus - A medúza pillantása - Piranha | |
| Legjobb férfi főszereplő | Legjobb női főszereplő |
| - Warren Beatty – Ép testben épp, hogy élek (Joe Pendleton/Leo Farnsworth/Tom Jarrett) - Christopher Lee – A vesszőből font ember (Lord Summerisle) - Laurence Olivier – A brazíliai fiúk (Ezra Lieberman) - Christopher Reeve – Superman (Clark Kent/Superman) - Donald Sutherland – Testrablók támadása (Matthew Bennell) | - Margot Kidder – Superman (Lois Lane) - Brooke Adams – Testrablók támadása (Elizabeth Driscoll) - Geneviève Bujold – Kóma (Susan Wheeler) - Diana Ross – A Wiz (Dorothy) - Ann-Margret – A mágus (Peggy Ann Snow)                                                       |
| Legjobb férfi mellékszereplő | Legjobb női mellékszereplő |
| - Burgess Meredith – A mágus (Ben Greene) - James Mason – Ép testben épp, hogy élek (Mr. Jordan) - Leonard Nimoy – Testrablók támadása (David Kibner) - Michael Ansara – The Manitou (John Singing Rock) - Michael Jackson – A Wiz (Madárijesztő)                                                                           | - Dyan Cannon – Ép testben épp, hogy élek (Julia Farnsworth) - Uta Hagen – A brazíliai fiúk (Frieda Maloney) - Valerie Perrine – Superman (Eve Teschmacher) - Mabel King – A Wiz (Evilene, a gonosz nyugati boszorkány) - Brenda Vaccaro – Földi űrutazás (Kay Brubaker) |
| Legjobb rendező | Legjobb forgatókönyv |
| - Philip Kaufman – Testrablók támadása - Warren Beatty, Buck Henry – Ép testben épp, hogy élek - Franklin J. Schaffner – A brazíliai fiúk - Robin Hardy – A vesszőből font ember - Richard Donner – Superman | - Elaine May, Warren Beatty – Ép testben épp, hogy élek - Heywood Gould – A brazíliai fiúk - Alfred Sole, Rosemary Ritvo – Alice, édes Alice! - Cliff Green – Piknik a Függő Sziklánál - Anthony Shaffer – A vesszőből font ember                                        |
| Legjobb filmzene | Legjobb jelmez |
| - John Williams - Superman - Jerry Goldsmith – A brazíliai fiúk - Dave Grusin – Ép testben épp, hogy élek - Jerry Goldsmith – A mágus - Paul Giovanni – A vesszőből font ember | - Theoni V. Aldredge – Laura Mars szemei - Patricia Norris – Földi űrutazás - Theadora Van Runkle, Richard Bruno – Ép testben épp, hogy élek - Yvonne Blake, Richard Bruno – Superman - Tony Walton – A Wiz                                                              |
| Legjobb smink | Legjobb különleges effektek |
| - William Tuttle, Rick Baker – Őrjöngés - Thomas R. Burman, Edouard F. Henriques – Testrablók támadása - Lee Harman, Vincent Callaghan, Lynn Donahue – Laura Mars szemei - Joe McKinney, Thomas R. Burman – The Manitou - Stan Winston – A Wiz                                                                              | - Colin Chilvers – Superman - Henry Millar (Van der Veer Photo Effects) – Földi űrutazás - Ira Anderson Jr. – Ómen 2.: Damien - Dell Rheaume, Russel Hessey – Testrablók támadása - Albert Whitlock – A Wiz                                                              |
| Legjobb animációs film | Legjobb televíziós alakítás |
| - Gesztenye, a honalapító | - Space Academy – Eric Greene |
| Legjobb díszlet | Legjobb vágás |
| - Superman – John Barry | - Piranha – Mark Goldblatt, Joe Dante |
| Legjobb újságíró | Legjobb operatőr |
| - Julian F. Myers | - Piknik a Függő Sziklánál – Russell Boyd |

### Különdíj
- 'Golden Scroll of Merit - Colossus: The Forbin Project –  Stanley Chase
- Tiszteletdíj - Margaret Hamilton
- Életműdíj - Christopher Lee

## Fordítás
- Ez a szócikk részben vagy egészben  a(z)   6th Saturn Awards című angol Wikipédia-szócikk fordításán alapul.  Az eredeti cikk szerkesztőit annak laptörténete sorolja fel. Ez a jelzés csupán a megfogalmazás eredetét és a szerzői jogokat jelzi, nem szolgál a cikkben szereplő információk forrásmegjelöléseként.